# Сборная Того по футболу
Сбо́рная То́го представляет Того на международных матчах и турнирах по футболу. Управляющая организация — Федерация футбола Того.

## История
Сборная Того многими оценивается как типичный африканский «середняк», на мировом уровне выглядящий весьма «провинциально». Тем не менее прогресс с 70-х годов прошлого века очевиден. Команда стала регулярным участником Кубка африканских наций и сумела пробиться впервые на мундиаль. Это отразилось и в изменении рейтинга ФИФА — с 1993 по 2009 годы тоголезцы поднялись с 113-го места на 71-е. Но успехи команды пока носят сугубо локальный и, по большому счету, случайный характер. Команда лишь раз выходила из группы на Кубке Африки, (Кубок африканских наций 2013). 
Этому есть ряд причин. Само государство Того даже по африканским меркам является весьма слабым экономически, входя в число беднейших стран мира. Это не позволяет развивать спортивное, в том числе футбольное образование на должном уровне, и строить спортивную инфраструктуру. Еще в 1980-х годах провинциальные команды тоголезских клубов играли на неподготовленных площадках.

Так, заслуженный тренер России Олег Лапшин, работавший в Того в восьмидесятых, вспоминал в интервью газете «Спорт-Экспресс»: 

«У нас была… чисто песчаная поляна. Я даже ребят заставлял камушки убирать. Но „газон“ мы поливали — перед игрой, в перерыве. В распоряжении выпускника Харьковского индустриального института поливальные машины находились. Они площадку еще и укатывали, потому что грунт был слишком рассыпчатым.
Но это еще что! В селении Чамба, что недалеко от Лама-Кара, поле во всех направлениях пересекали тропинки, а в центре лежал огромный булыжник, обозначавший центр. Одни ворота были широкими, но низкими, так что вратарь головой перекладину подпирал. Другие, наоборот, — узкие и высокие. Как же, спрашиваю, играть? А ничего, отвечают, в перерыве сторонами поменяемся, и шансы станут равными».

 Вследствие этих причин в сборной особо не было звёзд европейского уровня, за исключением Адебайора. Это выразилось даже в том, что, уже попав на ЧМ-2006, руководство команды пыталось убедить ряд французских футболистов тоголезского происхождения выступить за сборную. Тем не менее в последнее десятилетие ведётся работа по развитию футбола в стране и планомерному выращиванию собственных игроков высокого уровня. Для этого создаются соответствующие образовательные центры.

## Чемпионаты мира
В отборах к крупнейшему футбольному состязанию мира сборная Того участвует с 1974 года. Однако вплоть до 2000-х годов команде было нечем похвастаться. Так, в первом этапе отборочного турнира ЧМ-1994 в зоне КАФ тоголезцы проиграли все матчи с разницей мячей 2:11. Но через 12 лет «ястребы» показали совершенно обратный результат: в финальном этапе отбора Того проиграло первый матч Замбии, но затем в 9 матчах было одержано 7 побед и 2 матча сведены вничью . Такой результат самыми разными специалистами был расценен как невероятная сенсация. Причём, в той отборочной кампании тоголезцами был обойдён явный фаворит — команда Сенегала. Главной движущей силой сборной Того в отборочной кампании ЧМ-2006 считается единственная звезда европейского уровня — Эммануэль Адебайор. Он забил в ходе кампании 11 мячей и с этим результатом стал лучшим бомбардиром африканского отбора.
Но выступление на самом мундиале не принесло команде никаких успехов. Того попала в группу G, и играть должна была против команд Республики Корея, Швейцарии и будущего вице-чемпиона — Франции. Все три матча были проиграны с общим счётом 1:6. Тем, не менее, стоит отметить, что в первом своём матче против команды Южной Кореи тоголезцы сумели первыми открыть счёт и проиграли только после того, как был удалён капитан команды защитник Абало. Мяч на свой счёт записал Мохамед Кадер. Сборной Того также удалось избежать крупных поражений, а французы смогли забить «ястребам» только во втором тайме.
- 1930 — 1970 — не принимала участия
- 1974 — 1982 — не прошла квалификацию
- 1986 — 1990 — не принимала участия
- 1974 — 2002 — не прошла квалификацию
- 2006 — групповой этап
- 2010 — 2022 — не прошла квалификацию

## Кубки Африканских Наций

### Дебют
Сборная Того впервые отобралась на главное футбольное соревнование Африки в 1972 году. До этого в период с 1957 по 1965 тоголезцы не участвовали в отборах, а с 1968 по 1970 год не проходили квалификационного турнира. Первый успех в 1972 году связан с именем немецкого тренера Готлиба Геллера. В том отборе команда оставила за бортом турнира уже тогда сильную команду Ганы.
На самом КАН-1972 команда попала в группу со сборными Камеруна, Мали и Кении. Тоголезцы проиграли матч с Камеруном, но сыграли вничью с Мали и Кенией (3:3 и 1:1 соответственно). Команда заняла лишь последнее место в группе. Примечательно, что все 4 мяча команды на том турнире забил один игрок — Эдмонд Апети по прозвищу «доктор Каоло». С этим достижением он стал одним из лучших бомбардиров КАН-1972.
Следующее появление команды на Кубке африканских наций относится к 1984 году. Это достижение тоголезцев также связано с именем Геллера. Но на самом турнире «воробьиные ястребы» (таково прозвище сборной) выступили крайне блекло — тоголезцы крупно проиграли командам Кот д`Ивуара (0:3) и Камеруна (1:4). Матч с Египтом закончился нулевой ничьей. Единственный гол на турнире забил Мутаиру Рафиу. После этого тоголезцы не участвовали в Кубке Африки долгих 14 лет.

### Первые победы
В 1998 году, с попаданием сборной Того на Кубок африканских наций в Буркина-Фасо, начался новый этап в жизни команды. «Ястребы» стали выступать на престижнейшем континентальном турнире практически регулярно. В 1998, 2000 и 2002 гг. — три соревнования подряд. Не отобрались тоголезцы лишь дважды — в 2004-м и 2008-м годах. В 2010 году команда была вынуждена сняться с КАН из-за нефутбольных причин.
Этот этап ознаменовался и первыми победами сборной Того на данном поприще. В 1998 году в групповом раунде («ястребы» выступали в квартете B с командами ДР Конго, Туниса и Ганы) была зафиксирована победа над командой Ганы со счётом 2:1. Однако остальные матчи сборная Того проиграла — конголезцам со счётом 1:2, Тунису — 1:3. Но следует отметить, что команда не допустила крупных поражений.
Своеобразным «пиком» выступлений на Кубке Африки стал для сборной 2000 год. На турнире в Гане и Нигерии «ястребы» взяли уже целых 4 очка, обыграв лидеров африканского футбола камерунцев с минимальным счётом и поделив очки с другой сильнейшей командой — Кот д`Ивуаром. Но поражение от Ганы отбросило команду на последнее место в группе. Остальные команды также набрали по 4 очка, всё дело решила разница забитых и пропущенных мячей.
При последующих выступлениях Того на КАН им так и не покорился групповой раунд этого соревнования. В 2006 году команда не набрала ни одного очка в группе, что случилось впервые. Однако перед этим турниром, в 2005 году, было достигнуто высочайшее достижение футбольной сборной Того на данный момент — попадание на Чемпионат мира в Германии.
В 2010 году сборная была вынуждена по указанию правительства покинуть КАН, проходивший в Анголе, после вооружённого нападения сепаратистов на её автобус. Впоследствии КАФ оштрафовала федерацию футбола Того на 50 тысяч долларов и дисквалифицировала сборную на два следующих розыгрыша КАН за вмешательство правительства в футбол. Это решение вызвало возмущение правительства Того, воспринявших его как оскорбление памяти погибших в результате нападения.
7 мая 2010 года, благодаря усилиям президента ФИФА Зеппа Блаттера, было принято решение, согласно которому сборная Того приняла участие в Кубках африканских наций в 2012 и 2013 годах.
В 2013 году сборная достигла своего лучшего достижения на Кубке африканских наций. Она смогла впервые выйти из группы. В группе Того достались Кот-д’Ивуар, Тунис и Алжир. Первый матч сборная предсказуемо проиграла Кот-д’Ивуару, гол на счету Жонатана Эите, после была удивительная победа над Алжиром, голы забили Адебайор и Воме. В последнем матче с Тунисом сборная Того сыграла вничью и вышла из группы со второго места, пропустив Кот-д’Ивуар. В Четвертьфинале Того встретилась с сенсацией турнира сборной Буркина-Фасо, где долго сопротивлялась но проиграла в дополнительное время, решающий гол Питруапы вывел в полуфинал Буркина-Фасо.
В 2014 году сборная не смогла пройти квалификацию на Кубок африканских наций 2015 и не попала на турнир. Однако спустя два года Того снова примет участие в Кубке африканских наций 2017 года, куда квалифицировалась, как одна из двух лучших команд, занявших 2-е места в своих группах. На самом турнире сборная Того выступила неудачно, заняв последнее место в группе и набрав лишь одно очко.
На Кубок африканских наций 2019, Кубок африканских наций 2021 и 2023 сборная не смогла пройти квалификацию.
- 1957 — 1965 — не принимала участия
- 1968 — Не прошла квалификацию
- 1970 — Не прошла квалификацию
- 1972 — групповой этап
- 1974 — снялась с соревнований
- 1976 — Не прошла квалификацию
- 1978 — Не прошла квалификацию
- 1980 — Не прошла квалификацию
- 1982 — Не прошла квалификацию
- 1984 — групповой этап
- 1986 — Не прошла квалификацию
- 1988 — Не прошла квалификацию
- 1990 — снялась с соревнований
- 1992 — Не прошла квалификацию
- 1994 — снялась с соревнований
- 1996 — Не прошла квалификацию
- 1998 — групповой этап
- 2000 — групповой этап
- 2002 — групповой этап
- 2004 — Не прошла квалификацию
- 2006 — групповой этап
- 2008 — Не прошла квалификацию
- 2010 — прошла квалификацию, но снялась с соревнований[7]
- 2012 — Не прошла квалификацию
- 2013 — Четвертьфинал
- 2015 — Не прошла квалификацию
- 2017 — групповой этап
- 2019 — Не прошла квалификацию
- 2021 — Не прошла квалификацию
- 2023 — Не прошла квалификацию

## Состав
Следующие игроки были вызваны в состав сборной главным тренером Паулу Дуарти для участия в матчах отборочного турнира Кубка африканских наций 2023 против сборной Эсватини (3 июня 2022) и сборной Кабо-Верде (7 июня 2022).
Игры и голы приведены по состоянию на 3 июня 2022 года:
|  | Вр  | Малькольм Баркола  | 14 мая 1999 (26 лет)       | 17 | 0  | Олимпик Лион              |  |  |
|  | Вр  | Стивен Менса       | 22 марта 2003 (22 года)    | 0  | 0  | Гамбург II                |  |  |
|  | Вр  | Мору Юссуф         | 31 декабря 2000 (24 года)  | 0  | 0  | Динамик Тоголе            |  |  |
|  |     |                    |                            |    |    |                           |  |  |
|  | Защ | Джене Даконам      | 31 декабря 1991 (33 года)  | 68 | 0  | Хетафе                    |  |  |
|  | Защ | Клуссе Агбозо      | 26 июня 1994 (31 год)      | 14 | 0  | Аль-Ахли Триполи          |  |  |
|  | Защ | Йоссифу Атте       | 16 мая 1996 (29 лет)       | 11 | 0  | Легон Ситис               |  |  |
|  | Защ | Лоик Бессиль       | 19 февраля 1999 (26 лет)   | 4  | 0  | Шарлеруа                  |  |  |
|  | Защ | Кеннеди Боатенг    | 29 ноября 1996 (28 лет)    | 3  | 0  | Санта-Клара               |  |  |
|  | Защ | Эммануэль Хакман   | 14 мая 1995 (30 лет)       | 3  | 0  | Жил Висенте               |  |  |
|  | Защ | Фредерик Анану     | 20 сентября 1997 (27 лет)  | 2  | 0  | Падерборн 07              |  |  |
|  | Защ | Стивен Надор       | 23 июня 2002 (23 года)     | 0  | 0  | СПАЛ                      |  |  |
|  | Защ | Надир Аява         | 5 сентября 2001 (23 года)  | 0  | 0  | Эребру Сирианска          |  |  |
|  |     |                    |                            |    |    |                           |  |  |
|  | ПЗ  | Алексис Ромао      | 18 января 1984 (41 год)    | 76 | 0  | Ионикос                   |  |  |
|  | ПЗ  | Франко Атшу        | 31 декабря 1995 (29 лет)   | 29 | 1  | Эрбиль                    |  |  |
|  | ПЗ  | Маруф Чакей        | 15 декабря 1995 (29 лет)   | 23 | 2  | Вита                      |  |  |
|  | ПЗ  | Ришар Нан          | 23 июня 1995 (30 лет)      | 14 | 4  | Хафия                     |  |  |
|  | ПЗ  | Гнама Акати        | 25 ноября 1991 (33 года)   | 13 | 1  | Аль-Нафт                  |  |  |
|  | ПЗ  | Самсонден Уро      | 2 марта 2000 (25 лет)      | 3  | 0  | Мура                      |  |  |
|  | ПЗ  | Карим Дерман       | 26 декабря 2003 (21 год)   | 2  | 0  | Фейеноорд U21             |  |  |
|  | ПЗ  | Самуэль Асамоа     | 23 марта 1994 (31 год)     | 2  | 0  | Университатя Крайова 1948 |  |  |
|  |     |                    |                            |    |    |                           |  |  |
|  | Нап | Флойд Эите         | 15 декабря 1988 (36 лет)   | 47 | 11 | Валансьен                 |  |  |
|  | Нап | Коджо Фо-До Лаба   | 27 января 1992 (33 года)   | 40 | 17 | Аль-Айн                   |  |  |
|  | Нап | Эулог Плакка Фессу | 31 декабря 1994 (30 лет)   | 26 | 8  | Шахтёр (Солигорск)        |  |  |
|  | Нап | Кевин Денке        | 30 ноября 2000 (24 года)   | 21 | 2  | Серкль Брюгге             |  |  |
|  | Нап | Давид Энен         | 19 апреля 1996 (29 лет)    | 10 | 0  | Тобол                     |  |  |
|  | Нап | Тибо Клидже        | 10 июля 2001 (24 года)     | 5  | 0  | Бордо B                   |  |  |
|  | Нап | Серж Ньюадзи       | 17 сентября 1991 (33 года) | 5  | 0  |                           |  |  |